# Falsocleptometopus setiger
Falsocleptometopus setiger – gatunek chrząszcza z rodziny kózkowatych i podrodziny zgrzypikowych. Jedyny przedstawiciel rodzaju Falsocleptometopus i plemienia Neohippopsini.

## Zasięg występowania
Gatunek ten występuje na Nowej Kaledonii.